# Agyrtes castaneus
Agyrtes castaneus es una especie de escarabajo descrita en 1901. La especie ha sido descrita principalmente en Turquía,  Jordania, Irán y partes de Europa.